# Jay Scrubb
Jayden Amari Scrubb (Louisville, 1 de setembro de 2000) é um jogador norte-americano de basquete profissional que atualmente joga no Orlando Magic da National Basketball Association (NBA) e no Lakeland Magic da G-League.
Ele jogou basquete universitário na John A. Logan College e foi selecionado pelo Brooklyn Nets como a 55º escolha geral no draft da NBA de 2020.

## Vida pregressa
Scrubb cresceu no extremo oeste de Louisville. Ele cresceu torcendo pelo time de sua cidade natal, o Louisville Cardinals. Seu pai descreveu sua cidade natal como "uma parte mais difícil da cidade, que alguns considerariam a periferia". A dinâmica familiar de Scrubb afetou negativamente seus estudos.

## Carreira no ensino médio
Como calouro, Scrubb frequentou a Central High School em Louisville, mas não foi permitido no time de basquete devido ao fraco desempenho acadêmico. Ele às vezes tomava medicamentos porque acreditava ter uma dificuldade de aprendizado. No verão, depois de reprovar na escola, Scrubb estudou para atender aos requisitos mínimos para iniciar o seu segundo ano. Em seu segundo ano, ele se transferiu da Central para a Trinity High School, uma escola preparatória em Louisville, com um voucher baseado na necessidade.
Em sua primeira temporada de basquete na Trinity, Scrubb ocasionalmente treinou com o time do colégio, mas nunca jogou, pois teve que ficar de fora devido às regras de transferência. Nesse ano, ele se matriculou em um programa acadêmico alternativo na Trinity, por meio do qual ingressou em turmas menores e progrediu na escola. Durante o verão, ele também afirmou ter crescido de 1,88 m para 1,98 m. Em sua terceira temporada, Scrubb teve média de 16 pontos e foi eleito o Jogador do Ano da Região pelo The Courier-Journal. Em sua última temporada, ele teve médias de 17,8 pontos e 7,1 rebotes e foi bicampeão do Prêmio de Jogador do Ano da Região.

## Carreira universitária
Em 11 de abril de 2018, Scrubb assinou contrato para jogar basquete universitário no John A. Logan College, uma universidade em Carterville, Illinois. Ele se juntou ao John A. Logan porque era academicamente inelegível para uma bolsa de estudos da Divisão I da NCAA, embora tivesse a intenção de se transferir posteriormente para um programa da Divisão I. Scrubb fez sua estreia universitária em 1º de novembro de 2018, marcando 12 pontos na vitória por 106–81 sobre Motlow State. Em 8 de dezembro, ele registrou 25 pontos e 20 rebotes na vitória por 99-69 sobre Southeastern Illinois College. Em 16 de janeiro, Scrubb teve 40 pontos e 13 rebotes na vitória por 105-93 sobre Rend Lake College. Ele terminou a temporada com médias de 20,2 pontos, 8,9 rebotes e 1,6 bloqueios. Scrubb foi eleito o Jogador do Ano da National Junior College Athletic Association (NJCAA) e o Calouro do Ano da Great Rivers Athletic Conference (GRAC).
Devido ao seu sucesso de calouro na John A. Logan, ele recebeu ofertas de Louisville, Memphis e Texas Tech. Ele foi classificado como o primeiro recruta universitário em sua classe após sua primeira temporada. Em 28 de setembro de 2019, Scrubb se comprometeu a jogar por Louisville após mais um ano no John A. Logan.
Em 6 de dezembro, foi anunciado que Scrubb havia sido suspenso por tempo indeterminado após demorar a retornar ao campus após o feriado de Ação de Graças. Em seu segundo ano, ele teve médias de 21,9 pontos, 6,8 rebotes e 2,7 assistências e foi nomeado o Jogador do Ano da Divisão I da NJCAA e foi bicampeão do Prêmio de Jogador do Ano do GRAC. Em 25 de março de 2020, Scrubb se declarou para o draft da NBA de 2020.

## Carreira profissional

### Los Angeles Clippers (2020–2022)
Em 18 de novembro de 2020, Scrubb foi selecionado pelo Brooklyn Nets como a 55ª escolha geral no draft da NBA de 2020. Ele foi posteriormente negociado com o Los Angeles Clippers. Em 23 de novembro, Scrubb assinou um contrato bilateral com os Clippers.
Em 9 de fevereiro de 2022, os Clippers anunciaram que Scrubb passaria por uma cirurgia para reparar a placa plantar em seu pé direito. Ele foi dispensado pelos Clippers em 7 de julho.

### Lakeland Magic (2022–2023)
Em 18 de outubro de 2022, Scrubb assinou com o Lakeland Magic da G-League.

### Orlando Magic (2023–Presente)
Em 24 de março de 2023, Scrubb assinou um contrato de mão dupla com o Orlando Magic e com o seu afiliado na G-League, Lakeland Magic.

## Estatísticas da carreira

### NBA

#### Temporada regular
| Ano      | Equipe        | PJ | PT | MPJ  | AP   | 3P   | LL    | RT  | AS | BR  | TO | PPJ |
| -------- | ------------- | -- | -- | ---- | ---- | ---- | ----- | --- | -- | --- | -- | --- |
| 2020–21  | L.A. Clippers | 4  | 1  | 21.0 | .389 | .222 | 1.000 | 3.5 | .3 | 1.0 | .0 | 8.8 |
| 2021–22  | L.A. Clippers | 18 | 0  | 6.7  | .391 | .286 | .700  | .9  | .4 | .2  | .2 | 2.7 |
| Carreira | Carreira      | 22 | 1  | 13.8 | .390 | .254 | .850  | 2.2 | .3 | .6  | .1 | 5.7 |

#### Playoffs
| Ano  | Equipe        | PJ | PT | MPJ | AP | 3P | LL | RT | AS | BR | TO | PPJ |
| ---- | ------------- | -- | -- | --- | -- | -- | -- | -- | -- | -- | -- | --- |
| 2021 | L.A. Clippers | 6  | 0  | 1.3 | —  | —  | —  | .2 | .0 | .0 | .0 | .0  |

### Universitário
| Ano      | Equipe        | PJ | PT | MPJ | AP   | 3P   | LL   | RT  | AS  | BR  | TO  | PPJ  |
| -------- | ------------- | -- | -- | --- | ---- | ---- | ---- | --- | --- | --- | --- | ---- |
| 2018–19  | John A. Logan | 30 | 30 | —   | .549 | .464 | .791 | 8.9 | 1.5 | 1.1 | 1.6 | 20.2 |
| 2019–20  | John A. Logan | 29 | 25 | —   | .501 | .333 | .727 | 6.8 | 2.7 | 1.4 | .9  | 21.9 |
| Carreira | Carreira      | 59 | 55 | —   | .525 | .398 | .759 | 7.8 | 2.1 | 1.2 | 1.2 | 21.0 |

Fonte: